# Filip Đuričić
Filip Đuričić (serbisch-kyrillisch Филип Ђуричић, * 30. Januar 1992 in Obrenovac, SFR Jugoslawien, heute Serbien; Schreibweise auch Filip Djuričić) ist ein serbischer Fußballspieler. Er steht bei Panathinaikos Athen unter Vertrag.

## Vereinskarriere
Đuričić wurde rund 30 km von Belgrad entfernt in Obrenovac im damaligen Jugoslawien geboren. Im Alter von 13 Jahren begann Đuričić, in der Jugend von Roter Stern Belgrad Fußball zu spielen, nachdem er zuvor in seiner Geburtsstadt bei Radnički Obrenovac gespielt hatte. Nach zwei Jahren wechselte er 2007 zu Olympiakos Piräus nach Griechenland. Beim damaligen griechischen Meister blieb der Mittelfeldspieler allerdings nur ein Jahr und wechselte zurück zu Radnički Obrenovac.
Beim Verein aus seiner Heimatstadt, dem Radnički Obrenovac, debütierte er bereits im Alter von 16 Jahren im Profibereich und absolvierte für den Verein 15 Ligaspiele. Nach starken Auftritten weckte er das Interesse in- und ausländischer Vereine. So wurde unter anderem Manchester United auf das Talent aufmerksam und lud ihn für ein Probetraining in der Reserve der Red Devils unter der Leitung von Ole Gunnar Solskjær ein und zum Ligaspiel zwischen Manchester und dem FC Chelsea.
Am 13. März 2009 unterschrieb Đuričić einen Vorvertrag beim SC Heerenveen als Nachfolger von Danijel Pranjić, der den Verein im Sommer Richtung Bayern München verlassen sollte. Sein Debüt feierte er gegen RKC Waalwijk in der Rückrunde der Saison 2009/10, wobei ihm gleich eine Torvorlage gelang, die Gerald Sibon nutzen konnte. Seinen ersten Treffer im Trikot der Friesen markierte Đuričić gegen den AZ Alkmaar am 26. Spieltag. In den folgenden drei Spielzeiten war er Stammspieler und erzielte in insgesamt 109 offiziellen Spielen 26 Tore für den Verein. Aufgrund der starken Leistungen zeigten zahlreiche europäische Topklubs Interesse an der Verpflichtung des jungen Serben. Aufgrund seiner Leistungen in der Eredivisie erhielt er den Spitznamen „Cruyff des Balkan“.
Am 23. Februar 2013 bestätigte Benfica Lissabon die Verpflichtung des 21-jährigen Đuričić. Zur Saison 2013/14 wechselte er gemeinsam mit seinem Nationalelfkollegen Miralem Sulejmani, der bei Ajax Amsterdam unter Vertrag stand, und unterschrieb einen Fünfjahresvertrag. Dort trafen sie beide auf einen weiteren Nationalelfkollegen, den Mittelfeldspieler Nemanja Matić. Sein Vertrag beinhaltete eine Ausstiegsklausel in Höhe von 40 Millionen Euro.
Zur Saison 2014/15 wechselte Đuričić auf Leihbasis für ein Jahr zum deutschen Bundesligisten 1. FSV Mainz 05. Er absolvierte elf Ligaspiele. Am 2. Februar 2015 wurde Đuričić bis zum Saisonende in die Premier League an den FC Southampton weiterverliehen. Im Februar 2016 wurde Đuričić bis zum Saisonende an RSC Anderlecht nach Belgien verliehen. Im Sommer 2016 wechselte Đuričić zum italienischen Erstligisten Sampdoria Genua.
Am 18. Januar wurde Đuričić bis Saisonende auf Leihbasis vom Klub aus Kampanien verpflichtet. Von 2018 bis 2022 trug Đuričić das Trikot der US Sassuolo Calcio. 2022 kehrte er zu Sampdoria zurück, wo er eine Saison lang verblieb. Seit der Saison 2023/24 spielt er für den griechischen Fußballklub Panathinaikos Athen.

## Nationalmannschaft
Für serbische Fußballnationalmannschaften spielt Đuričić seit der U-17. Bei der U-17 war er lange Zeit der Kapitän der Mannschaft. Mit Serbiens U-19 nahm er 2009 an der U-19-Europameisterschaft teil, bei der Serbien im Halbfinale am späteren Sieger aus der Ukraine scheiterte. 
2012 debütierte er schließlich in der serbischen A-Auswahl. Bis zu seinem Rücktritt 2024 kam Đuričić auf 44 Länderspiele und 5 Tore. Sein letztes Länderspiel bestritt er im Herbst 2023.